# Barranc de Salze
El barranc de Salze és un barranc del Pallars Jussà del terme de Castell de Mur (antic terme de Mur), en terres de Vilamolat de Mur.
Es forma en un ampli circ de petites llaus del vessant nord-oest de la Serreta, a llevant del Tossal Gros, i davalla cap al nord-nord-est; passa a llevant de les Planes i de les Costes del Barranc del Ruc, i s'aboca en el barranc de Sant Gregori al sud-oest de la Solana de Corrals.